# The Nice Guy
The Nice Guy (en hangul, 착한 사나이; romanización revisada, Chakhan sanai) es una serie de televisión surcoreana, un drama romántico y de acción en catorce capítulos escrito por Kim Woon-kyung y Kim Hyo-seok, dirigido por Song Hae-sung y Park Hong-soo, y protagonizado por Lee Dong-wook, Lee Sung-kyung y Park Hoon. Se emitirá en el canal JTBC desde el 18 de julio al 29 de agosto de 2025, a razón de dos capítulos por día, en horario de viernes a las 20:50 (KST). También estará disponible en el servicio OTT Disney+ para algunos países del mundo.

## Sinopsis
Aunque soñaba con ser un novelista como su admirado Hemingway, Park Seok-cheol, el nieto mayor de una familia de matones, sin querer se convirtió él también en un matón para ganarse la vida. En el momento en que decide devolver su vida a la normalidad, se reencuentra de manera fatal con su primer amor y se ve arrastrado una vez más a un torbellino en su vida. Kang Mi-young, quien pasó su infancia con Seok-cheol, es un personaje que, a pesar de las dificultades de la vida, sigue esforzándose por cumplir su antiguo sueño de ser cantante.

## Reparto

### Principal
- Lee Dong-wook como Park Seok-cheol, el nieto mayor de una familia de gánsteres en su tercera generación que se convirtió en gánster contra su voluntad. Ha resistido con más honestidad que nadie, pero ahora decide enderezar su vida. Desafía su sueño de la infancia de convertirse en novelista como su modelo Hemingway, y su vida se ve nuevamente sumida en un torbellino cuando tiene un fatídico reencuentro con su primer amor, Kang Mi-young.[2][3]
- Lee Sung-kyung como Kang Mi-young, una chica ambiciosa que sueña con convertirse en cantante a pesar de verse aplastada por la dura realidad y su fatal debilidad: el miedo escénico. El destino la lleva a reencontrarse con Park Seok-cheol, a quien amó tiernamente desde la infancia, y se enfrenta a un dramático punto de inflexión en su vida.[2][4][5]
- Park Hoon como Kang Tae-hoon, presidente de Samjon Construction, un competidor de Myungsan Industries. Perteneció a la misma organización que Seok-cheol. Aunque ahora es enemigo de Chang-soo y Sang-yeol, mantiene una estrecha relación con Seok-cheol. Sin embargo, se enamora a primera vista de la cantante Mi-young, y ambos se ven envueltos en un peligroso triángulo amoroso.[6][7]

### Secundario

#### Familia de Seok-cheol
- Ryu Hye-young como Park Seok-hee, la hermana menor de Seok-cheol, enfermera, una joven pulcra y recta que es el orgullo de la familia. Pero a cierto punto sufre un momento de crisis, y debe elegir entre sus sueños y la realidad.[8]
- Oh Na-ra como Park Seok-gyeong, la hermana mayor de Seok-cheol, la primogénita de la familia Park, una alborotadora que ha causado problemas en su familia tras el fracaso tanto de su matrimonio como de su negocio.[9][10][11]
- Chun Ho-jin como Park Sil-gon, el padre de Seok-cheol y sus hermanas, pilar de la familia Park, que lamenta haber empujado a su hijo al mundo de los gánsteres; de este se ha retirado él mismo, y ahora vive cultivando un huerto, pero su carisma permanece.[8][11][12]
- Park Myung-shin como Jo Mok-son, la madre de Seok-cheol.
- Choi Yi-jun como Hyung-geun, el hijo de Seok-gyeong, un niño dulce y cariñoso que echa de menos a su madre, que se escapó de casa.

#### Myungsan Industries
- Cha Si-won como Lee Du-sik, el júnior de Seok-cheol, adicto al juego, lo que le causa a Seok-cheol aún más problemas.
- Lee Moon-sik como Kim Chang-soo, presidente de Myungsan Industries, que quiere acabar con la organización rival Samjon Construction haciendo que Park Seok-cheol mate a Kang Tae-hoon, su presidente.[13]
- Han Jae-young como Oh Sang-yeol, la mano derecha de Kim Chang-soo, el número dos de la facción Chang-soo, desgastado por años de trabajo en la organización. Alberga un complejo de inferioridad hacia Seok-cheol, pero lo oculta.
- Park Du-sik como Son Heung-man, el subordinado directo de Seok-cheol, ignorante, excéntrico y que está siempre improvisando. A pesar de su apariencia, sus habilidades de combate son deficientes.
- Oh Seung-baek como Woo-seok, un estudiante de preparatoria que sueña con convertirse en gánster y unirse a la facción Chang-soo, pero Seok-cheol lo rechaza constantemente.

#### Samjon Construction
- Kang Bin como Bok-cheon, un leal subordinado de Kang Tae-hoon. Sin embargo, a medida que Tae-hoon comienza a interesarse por Mi-young, surge una situación inesperada entre ambos. Es un médico competente, reconocido en su trabajo, pero algo torpe en el amor.[14]
- Han-min como Cheon-ho, el conductor y guardaespaldas de Tae-hoon, una persona de sangre fría que hace todo lo que le dicen.

#### Amigos de Seok-cheol
- Moon Tae-yoo como Jang Ki-hong, un cirujano ortopédico y compañero de secundaria de Park Seok-cheol, que trabaja en el mismo hospital que Park Seok-hee.[15][16]
- Kim Do-yoon como Yoon Byung-soo, detective de la unidad de crímenes violentos, compañero de Seok-cheol en el instituto. Seok-cheol, Byung-soo y Ki-hong han sido amigos íntimos desde entonces. Él ha estado perdidamente enamorado de Seok-kyung desde la infancia.
- Park Sung-yeon como Go Jeong-nim, un amigo del barrio que le enseñó a Seok-gyeong a tocar Dorijitgotaeng, Seotda y Baduk. Sin embargo, es más rápido con el oído que con las manos, por lo que recibe golpes en la nuca con facilidad.

#### Otros
- Lee Jung-hyun como Young-gi, el típico gánster ignorante que insiste en implementar una semana laboral de cinco días y un sistema de bonificaciones en la vida organizacional, e incluso regaña a su jefe.[17][18]
- Yoo Seung-mok como Sak Dae-ki, subalterno de Sil-gon, y un hombre leal que le salvó la vida. Su pierna coja simboliza su estrecha amistad.
- Park Won-sang como Kim Jin-ho, presidente del Comité de Vivienda para Inquilinos de la Ciudad de Myeongsan, quien se encuentra con Seok-cheol en un área en proceso de remodelación.
- Park Mi-hyeon como Yoon Hye-sook, la madre de Mi-young.

## Producción
The Nice Guy es una coproducción de Hive Mediacorp, que tiene en su catálogo las películas Inside Men, El hombre del presidente y Deliver Us From Evil, y Highground. Está escrita por Kim Woon-kyung, autor de obras que han marcado la historia del drama coreano, como 서울의 달 (La luna de Seúl, 1994), 파랑새는 있다 (Hay un pájaro azul, 1997), y Steal Heart (2014). La dirección está a cargo de Song Hae-sung, que ha dirigido también las películas Failan (2001), Maundy Thursday (2006) y Boomerang Family (2013).
La serie tuvo una larga gestación. La primera noticia sobre el reparto data de septiembre de 2022, mes en el que algunos medios publicaron que a Lee Dong-wook se le había ofrecido el papel protagonista en The Nice Guy y estaba negociando su participación. El 3 de marzo de 2023 JTBC informó de que a Ryu Hye-young se le había ofrecido también un papel y se encontraba en fase de coordinación con el equipo de producción. El 15 de noviembre la agencia de Lee Sung-kyung, YG Entertainment, anunció que la actriz había recibido una oferta para participar en la serie.
En septiembre de 2022 estaba previsto completar las audiciones antes de finales de año para que el rodaje comenzara a mediados de 2023. En enero de 2024 la casa productora Highground la incluyó entre los títulos que se estrenarían en el año. Sin embargo, se rodó finalmente entre febrero y agosto de 2024.
El 25 de junio de 2025 el equipo de producción de The Nice Guy lanzó el primer avance, que anticipa la desesperada lucha de Park Seok-cheol para escapar de la organización. El cartel principal de la serie se publicó el 7 de julio de 2025, un día después JTBC distribuyó algunos fotogramas de los personajes, y al siguiente lanzó el tercer avance, que se centra en la historia de la familia Park.

## Banda sonora original
El 10 de julio de 2025 se publicó la lista de seis grupos y solistas que iban a componer la banda sonora de la serie; se trata de Xdinary Heroes, Soyou, Seo Young-joo (de Nerd Connection), Jongho (de Ateez), Na Yoon-kwon y Rothy.

## Estreno y recepción
El 27 de mayo de 2025 JTBC anunció que había programado la serie para ser emitida desde julio los viernes, a razón de dos capítulos consecutivos. Esta es la primera ocasión en que se utiliza esta fórmula los viernes, ya probada en otra ocasión para el horario de miércoles. En cierto modo, se trataba también de una prueba para el actor Lee Dong-wook, cuya última aparición en televisión, con la serie Seguro de divorcio (terminada a principios de mayo de 2025), se había saldado con unos índices de audiencia particularmente bajos, en el rango del 1 %.
Disney+ confirmó el 7 de julio de 2025 el estreno de la serie para el día 18, simultáneamente a JTBC.

### Audiencia
The Nice Guy debutó con un 3 % de audiencia en su primer episodio y después se mantuvo en el rango del 2-3 %. A pesar de su ambicioso lanzamiento como la primera serie de los viernes de JTBC, no logró un éxito de audiencia notable. Sin embargo, la respuesta en las plataformas OTT fue diferente. Por ejemplo, el 11 de agosto se situó en el segundo puesto del «Top 10 de Corea del Día» de Disney+.
| Temporada | Temporada | Episodio número | Episodio número | Episodio número | Episodio número | Episodio número | Episodio número | Episodio número | Episodio número | Episodio número | Episodio número | Episodio número | Episodio número | Episodio número | Episodio número | Promedio |
| Temporada | Temporada | 1               | 2               | 3               | 4               | 5               | 6               | 7               | 8               | 9               | 10              | 11              | 12              | 13              | 14              | Promedio |
| --------- | --------- | --------------- | --------------- | --------------- | --------------- | --------------- | --------------- | --------------- | --------------- | --------------- | --------------- | --------------- | --------------- | --------------- | --------------- | -------- |
|           | 1         | 660             | 732             | 445             | 665             | 439             | 569             | 436             | 514             | —               | —               | —               | —               | —               | —               | —        |

| Episodio | Fecha de emisión     | Índices de audiencia (Nielsen Korea) | Índices de audiencia (Nielsen Korea) |
| Episodio | Fecha de emisión     | Nacional                             | Seúl                                 |
| --- | -------------------- | ------------------------------------ | ------------------------------------ |
| 1 | 18 de julio de 2025  | 3,039 % (3.ª)                        | 2,489 % (3.ª)                        |
| 2 | 18 de julio de 2025  | 3,225 % (2.ª)                        | 2,694 % (2.ª)                        |
| 3 | 25 de julio de 2025  | 2,178 % (4.ª)                        | 2,024 % (3.ª)                        |
| 4 | 25 de julio de 2025  | 2,838 % (2.ª)                        | 3,490 % (2.ª)                        |
| 5 | 1 de agosto de 2025  | 1,879 % (6.ª)                        | 1,940 % (4.ª)                        |
| 6 | 1 de agosto de 2025  | 2,588 % (2.ª)                        | 2,281 % (3.ª)                        |
| 7 | 8 de agosto de 2025  | 2,153 % (4.ª)                        | 2,162 % (3.ª)                        |
| 8 | 8 de agosto de 2025  | 2,328 % (3.ª)                        | 2,273 % (2.ª)                        |
| 9 | 15 de agosto de 2025 |                                      |                                      |
| 10 | 15 de agosto de 2025 |                                      |                                      |
| 11 | 22 de agosto de 2025 |                                      |                                      |
| 12 | 22 de agosto de 2025 |                                      |                                      |
| 13 | 29 de agosto de 2025 |                                      |                                      |
| 14 | 29 de agosto de 2025 |                                      |                                      |
| Promedio | Promedio             | — %                                  | — %                                  |
| - En la tabla superior, los números azules representan las calificaciones más bajas y los números rojos representan las más altas. |                      |                                      |                                      |

### Crítica
Según Kang Nae-ri (YTN Star), la serie «sigue fielmente la gramática tradicional del drama. Incluye el desarrollo típico de los personajes, el conflicto y una introducción, desarrollo, giro y desenlace claros. Al final de cada episodio, se revela brevemente el inicio de un nuevo incidente o el clímax de un conflicto, antes de que la historia continúe en el siguiente episodio, siguiendo fielmente la fórmula clásica. La banda sonora también se adapta intuitivamente a los arcos emocionales de los personajes». Aunque cree que puede resultar «algo sosa y predecible», destaca también las interpretaciones de Lee Dong-wook y Lee Sung-kyung, el primero con un personaje novedoso para él; la relación entre ambos es un punto fuerte de la serie, junto al trabajo de los actores secundarios.